# ال سانتوس (هنرپیشه)
ال سانتوس (انگلیسی: Al Santos؛ زادهٔ ۱۳ ژوئیهٔ ۱۹۷۶) هنرپیشه و نویسنده اهل ایالات متحده آمریکا است. از فیلم‌های او میتوان به فیلم قاتل (۲۰۰۸) اشاره کرد.